# XVI Cuerpo de Ejército (Bando republicano)
El XVI Cuerpo de Ejército fue una formación militar perteneciente al Ejército Popular de la República que luchó durante la Guerra Civil Española. Llegó a tener una actuación destacada en campaña de Levante.

## Historial
Originalmente fue creado el 6 de agosto de 1937 a partir del antiguo II Cuerpo de Ejército asturiano. El mando recayó en el teniente coronel José Gállego Aragüés. Participó en la batalla de Santander, durante la cual sufrió tales pérdidas que sería disuelto.
En abril de 1938 el XVI Cuerpo de Ejército fue recreado nuevamente en la zona centro, con su cuartel general en Tarancón. El teniente coronel Miguel Palacios Martínez se hizo cargo de la jefatura de la unidad. No tardó en ser enviado al frente de Levante, en apoyo de las fuerzas republicanas que resistían la ofensiva franquista que pretendía tomar Valencia. El XVI Cuerpo de Ejército quedó situado entre los cuerpos XIII y XIX, en el sector de Teruel. A comienzos de julio hubo de hacer frente a una renovada ofensiva en el sector de Teruel, sufriendo un quebrante considerable. En el clímax de la batalla de Levante el cuerpo alineaba a las divisiones 48.ª, 39.ª y 52.ª; tras el comienzo de la batalla del Ebro el frente de Levane se estabilizó. Durante el resto de la contienda el XVI Cuerpo no volvió a intervenir en ninguna operación militar de relevancia.

## Mandos
Comandantes
- teniente coronel Miguel Palacios Martínez;[4]

Comisarios
- Antonio Ejarque Pina, de la CNT;[5]

Jefes de Estado Mayor
- teniente coronel de Estado Mayor Francisco Arderiu Perales;[2]

## Orden de batalla
| Fecha               | Ejército adscrito   | Divisiones integradas | Frente de batalla  |
| 6 de agosto de 1937 | Ejército del Norte  | 56.ª, 57.ª y 58.ª     | Asturias-Santander |
|                     |                     |                       |                    |
| 30 de abril de 1938 | GERC                | 13.ª, 14.ª y 48.ª     | Reserva            |
| 4 de julio de 1938  | Ejército de Levante | 39.ª y 48.ª           | Levante            |
| Agosto de 1938      | Ejército de Levante | 48.ª, 39.ª y 52.ª     | Levante            |